# Enkianthus indicus
Enkianthus indicus är en ljungväxtart som beskrevs av Debta och H.J.Chowdhery. Enkianthus indicus ingår i släktet klockbuskar, och familjen ljungväxter. Inga underarter finns listade i Catalogue of Life.